# Беј Лејк (Флорида)
Беј Лејк (енгл. Bay Lake) град је у америчкој савезној држави Флорида. По попису становништва из 2010. у њему је живело 47 становника.

## Демографија
Према попису становништва из 2010. у граду је живело 47 становника, што је 24 (104,3%) становника више него 2000. године.
| Група             | 2000.      | 2010.      |
| Белци             | 22 (95,7%) | 34 (72,3%) |
| Афроамериканци    | 1 (4,3%)   | 0 (0,0%)   |
| Азијати           | 0 (0,0%)   | 3 (6,4%)   |
| Хиспаноамериканци | 0 (0,0%)   | 8 (17,0%)  |
| Укупно            | 23         | 47         |